# Itaboraí
Itaboraí és una ciutat brasilera, capçalera del municipi del mateix nom, localitzada en l'estat de Rio de Janeiro. El seu nom prové de la llengua tupí i significa pedra bonica amagada en l'aigua.

## Història
L'origen de la ciutat està relacionat a la història de l'extinta Vila de Sant Antônio de Sá, també coneguda com a Vila de Sant Antônio de Macacu, la qual va tenir el seu origen el 1567. La fundació d'Itaboraí va ocórrer el 1672, amb la inauguració d'una capella dedicada a Sant Joan Bautista, la qual va ser substituïda per un altre temple el 1684.
Durant el segle xviii, la freguesía de San Juan de Itaboraí va augmentar considerablement: cap a 1778 era la més important de la Vila de Sant Antônio de Sá., considerada un gran centre agrícola. El 1780, gran part del sucre produït pels 80 enginys de les freguesías properes era embarcat en caixes de fusta als 14 vaixells pertanyents al port, raó per la qual aquest portava el nom de Porto das Caixas (Port de les Caixes).
El 1829, la població de la freguesía de São João de Itaboraí va sofrir una epidèmia de malària, la qual cosa va causar moltes defuncions i gran detriment per a la regió. El 15 de gener de 1833, la freguesía va ser elevada a la categoria de vila per un Decret Imperial, i el 22 de maig del mateix any es va instal·lar la primera Cambra de Regidors.
A partir de 1850, el transport fluvial va començar a ser substituït pel ferroviari; el 23 d'abril de 1860, amb la inauguració de la primera tram del Ferrocarril Niterói-Cantagalo Itaboraí va consolidar la seva importància econòmica, ja que per aquest passava tota la producció del nord fluminense, la qual era enviada a embarcacions pel riu Aldeia fins al Riu macacu, i d'aquest a la Badia de Guanabara per ser comercialitzada. Malgrat això, la Vila de Sant Antônio de Sá, va entrar en decadència a causa de la pèrdua de la seva condició de magatzem comercial.
El 5 de juliol de 1874 s'inaugurà el ferrocarril Niteroiense, el qual partia de Maruí, a Niterói, a Porto das Caixas, unint Nova Friburgo i Cantagalo, directament al port de la capital de la província, substituint el transport fluvial realitzat a través de Porto das Caixas, el que va portar a la seva decadència i per conseqüència al de la Vila de São João de Itaboraí, aquest també afectat per l'alliberament dels esclaus, el que va portar a molts hisendats a la fallida.